# Vermeersch (achternaam)
Vermeersch is een Vlaamse achternaam. De naam is een adresnaam, afkomstig van "meers", een lage drassig weiland, vooral langs een waterloop. De naam komt het meest in de westelijke helft van België voor, vooral in de provincie West-Vlaanderen.

## Bekende naamdragers
- Arthur Vermeersch (1858-1936), Belgisch jezuïet, theoloog en moraalfilosoof
- Charles Vermeersch (1934-2010), Belgisch ingenieur-architect en stedenbouwkundige
- Emiel Vermeesch-Dochy (1862-1937), Belgisch politicus en burgemeester van Lichtervelde
- Emile Vermeersch (1870-1952), Belgisch schilder
- Etienne Vermeersch (1934-2019), Belgisch filosoof, scepticus en opiniemaker
- Florian Vermeersch (1999), Belgisch wielrenner
- Gerard Vermeersch (1923-1974), Belgisch toneelspeler, -schrijver en -regisseur, televisie- en filmacteur, radiomaker en cabaretier
- Gianni Vermeersch (1992), Belgisch wielrenner
- Gustaaf Vermeersch (1877-1924), Belgisch schrijver
- Hans Vermeersch (1957), Belgisch dirigent en componist
- Henri Vermeersch (1815-1886), Belgisch orgelbouwer
- Jan Vermeersch (1979), Belgisch circusartiest, artistiek directeur en installatiekunstenaar
- Johan Vermeersch (1951), Belgisch zakenman en sportbestuurder
- José Vermeersch (1922-1997), Belgisch beeldhouwer en kunstschilder
- Jurgen Vermeersch (1975), Belgisch wielrenner
- Lowie Vermeersch (1974), Belgisch ontwerper
- Lut Vermeersch (1930-2003), Belgisch politica
- Oscar Vermeersch (1867-1926), Belgisch politicus en notaris
- Paul Vermeersch (1881-1953), burgemeester van Ertvelde
- Pé Vermeersch (1969), Belgisch danseres, choreografe en beeldend kunstenaar
- Peter Vermeersch (1959), Belgisch musicus
- Peter Vermeersch (1972), Belgisch schrijver
- Théodore Vermeersch (1810-1873), burgemeester van Ertvelde
- Tim Vermeersch (1985), Belgisch wielrenner
- Valentin Vermeersch (1937-2020), Belgisch kunsthistoricus en museumdirecteur
- Valentin Vermeesch (1999-2017), doodgemarteld door hangjongeren, de moordzaak maakte ophef.
- Valerie Vermeersch (1985), Belgisch hockeyspeelster
- Vera Vermeersch (1959), Belgisch textielkunstenares
- Wim Vermeersch, Belgisch redacteur
- Wouter Vermeersch (1984), Belgisch politicus
- Yvon-Ambroise Vermeersch (1810-1852), Belgisch kunstschilder

## Fictief figuur
- Albert Vermeersch, personage van Koen Crucke in de Belgische kinderserie Samson en Gert